# Meioneta nigripes
Meioneta nigripes är en spindelart som först beskrevs av Simon 1884.  Meioneta nigripes ingår i släktet Meioneta och familjen täckvävarspindlar. Arten är reproducerande i Sverige. Utöver nominatformen finns också underarten M. n. nivicola.